# 太康公主 (明孝宗)
太康公主朱秀榮（1494年2月19日—1498年10月1日），明朝公主，明孝宗和张皇后的唯一女儿，明武宗的同母妹妹。
弘治七年正月十四日出生，弘治十一年九月十六日亥时去世，時年四歲。明孝宗悼惜不已，為此辍朝一日，并奉慰礼。当年十月十一日（1498年10月25日）葬于北京城西的金山之原。